# Wolica Piaskowa
Wolica Piaskowa est une localité polonaise de la gmina de Sędziszów Małopolski, située dans le powiat de Ropczyce-Sędziszów en voïvodie des Basses-Carpates.